# Cyphostemma adenocaule
Cyphostemma adenocaule är en vinväxtart. Cyphostemma adenocaule ingår i släktet Cyphostemma och familjen vinväxter.

## Underarter
Arten delas in i följande underarter:
- C. a. adenocaule
- C. a. pulverulentum